# Paulina Luisi
Paulina Luisi Janicki, née le 1875 à Colón, Argentine et morte le 16 juillet 1950 à Montevideo, Uruguay, est une personnalité uruguayenne du mouvement féministe.

## Biographie
Paulina Luisi nait en 1875 en Argentine avant que sa famille n'émigre en Uruguay en 1878. Elle est la sœur de Clotilde Luisi, première femme avocate du pays, et de Luisa Luisi, poète et critique littéraire.
En 1908, elle devient la première femme de son pays à obtenir un diplôme de médecine. 
Elle s'implique dans le mouvement pour le droit de vote des femmes et sera une personnalité majeure du féminisme en Amérique du Sud.